# سوسن بدر
سوسن بدر (12 نوفمبر 1957 - ) ممثلة مصرية. وتعد سوسن بدر من أكثر الممثلين نشاطاً وحضوراً حيث قدمت 400 عملاً ما بين مسرح وتلفاز وسينما، وتأتي في المرتبة الثانية خلف ميمي جمال في النساء الأكثر مشاركة في تاريخ المسرح والسينما والتلفزيون العربي.

## عن حياتها
هي ابنة للممثلة «آمال سالم»، يطلق عليها لقب «نفرتيتي السينما المصرية» حيث تتميز بملامح مصرية فرعونية، درست في «معهد الفنون المسرحية»، كان المخرج شادي عبد السلام قد اختارها لتجسيد دور نفرتيتي في فيلمه أخناتون الذي لم يكتمل فقد عاجله الأجل قبل أن يتمكن من اكماله وتصويره ولم يقدر للفيلم أن يخرج للنور.

### اسمها الفني
في عام 1980 شاركت في فيلم «موت أميرة» وقامت بشخصية الأميرة السعودية مشاعل بنت فهد آل سعود الذي اتهمت بالزنا وتم قتلها، ما آثار الضجة بتلك الفترة خصوصًا السعودية الذي قامت بمنعها من الدخول إليها بالإضافة إلى التلفزيون المصري الذي جعل اسمها من الممنوعين، حاربها المخرجون بعد ذلك حيث قررت تغير اسمها الفني بدلًا من اسمها الأصلي «سوزان بدر الدين» إلى «سوسن».

## أزواجها
كشفت سوسن بدر أثناء لقائها بالإعلامية وفاء الكيلاني خلال برنامج المتاهة أنها تزوجت سبع مرات.
- المرة الأولى وهي طالبة في معهد الفنون المسرحية من أستاذها أسامة أبو طالب واستمر الزواج لمدة 5 سنوات أنجبت خلالها أبنته الوحيدة ياسمين ثم أنفصلا لانشغالها في العمل.
- المرة الثانية تزوجت من طبيب شهير واستمر الزواج لمدة 4 سنوات ثم أنفصلا.
- المرة الثالث من رجل أعمال مقيم في الخارج ولم يدم الزواج أكثر من 4 شهور بسبب وفاته.
- المرة الرابعة كانت من السيناريست محسن زايد عام 2001 وتوفى بعد أقل من شهر من الزواج.
- المرة الخامسة كانت من المخرج باسم محفوظ عبد الرحمن.
- المرة السادسة كانت من فريد المرشدي أبن ناهد فريد شوقي الذي يصغرها ب20 عاما وأستمر الزواج لمدة 4 سنوات حتى الانفصال.
- المرة الأخيرة كانت من الشاعر سامح ال علي الذي يصغرها ب 10 سنوات ولم يستمر زواجهما أكثر من 6 شهور.

## وصلات خارجية
- سوسن بدر على موقع IMDb (الإنجليزية)
- سوسن بدر على موقع الدهليز
- سوسن بدر على موقع قاعدة بيانات الأفلام العربية
- سوسن بدر على موقع ألو سيني (الفرنسية)
- سوسن بدر على موقع أول موفي (الإنجليزية)
- سوسن بدر على موقع قاعدة بيانات الأفلام السويدية (السويدية)
- سوسن بدر على موقع قاعدة بيانات الفيلم (الإنجليزية)
- سوسن بدر على موقع كينوبويسك (الروسية)